# گرهارد کلوپفر
گرهارد کلوپفر (به آلمانی: Gerhard Klopfer) (زاده ۱۸ فوریه ۱۹۰۵ – مرگ ۲۹ ژانویه ۱۹۸۷ )یک حقوقدان آلمانی در رایش سوم و معاون مارتین بورمان بود.